# Christo Smirnenski
Christo Smirnenski (bulgarisch Христо Смирненски, engl. Transkription Hristo Smirnenski, bürgerlicher Name Christo Dimitrov Izmirliev; * 29. September 1898 in Kilkis (Griechenland); † 18. Juni 1923 in Sofia) war ein bulgarischer Schriftsteller und Dichter. 

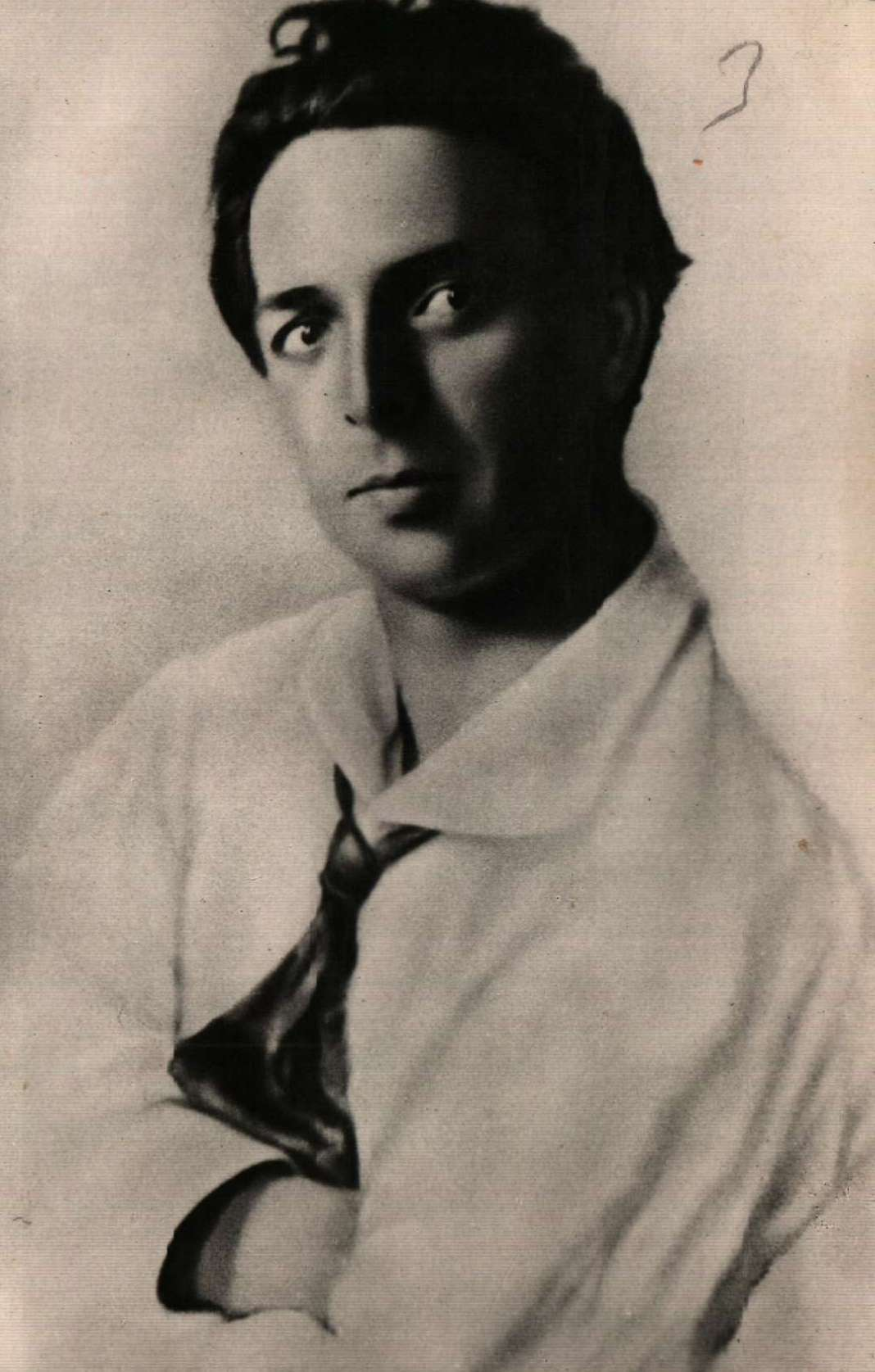
Christo Smirnenski

## Leben
Christo Smirnenski durchlebte eine glückliche Kindheit und war ein verspieltes Kind mit einem großen Sinn für Humor. Allerdings musste er im Alter von 14 Jahren während des Ersten Balkankrieges 1912 mit seiner Familie nach Sofia fliehen, wo er anfing zu schreiben. Er verfasste unter anderem Lieder, Tiergeschichten und Witze in Reimform. Sein literarisches Debüt gab er 1915 in einem Satiremagazin. Ab 1917 besuchte er die Kadettenschule in Sofia, unter dem Eindruck der Oktoberrevolution und des niedergeschlagenen Wladaya-Aufstands verließ er diese 1918 wieder und schrieb hauptsächlich für die kommunistische Presse Bulgariens. Bis zu seinem frühen Tod mit 25 Jahren, er starb an Tuberkulose, schrieb der rastlose Dichter unter bis zu 70 Pseudonymen mehrere Tausend Gedichte und andere Werke.
Nach ihm ist seit 2008 der Smirnenski Point benannt, eine Landspitze von Robert Island in der Antarktis.

## Werke in deutscher Sprache
- Feuriger Weg. Gedichte und kleine Prosa. Hg. u. aus dem Bulgarischen übersetzt von Norbert Randow. Nachdichtungen von Martin Remané. Das Gedicht „Karl Liebknecht“ wurde von KuBa nachgedichtet. Mit einem Nachwort von Dietmar Endler. Mit 6 Holzschnitten von Barbara Lechner. Berlin: Aufbau Verlag 1976.